# Scopula hainanica
Scopula hainanica är en fjärilsart som beskrevs av Louis Beethoven Prout 1938. Scopula hainanica ingår i släktet Scopula och familjen mätare. Inga underarter finns listade.